# ブノワ・マンデルブロ
ブノワ・マンデルブロ（仏: Benoît B. Mandelbrot、1924年11月20日 - 2010年10月14日）は、フランスの数学者、経済学者。パシフィック・ノースウェスト国立研究所フェロー、IBM・トーマス・J・ワトソン研究所名誉フェロー、イェール大学名誉教授。フラクタルを導入したことで著名である。本人は[bənwa mɑ̃dɛlbʁot]（ブヌワ・マンデルブロット）と発音していたが、日本では文献によりベンワまたはマンデルブロと書いているところも多い。

## 略歴

### 幼少期から青年期まで
マンデルブロはポーランドのワルシャワで、リトアニア系ユダヤ人の家庭に生まれた。家系はリトアニアからの移民であった。ブノワが11歳の時、ポーランドの政治的背景から一家はフランスに移住した。戦争が近づく中、一家はブノワの教育課程が修了するまでフランスに留まった。ブノワの家庭は大変教育熱心で、彼は医師である母の2人の伯父から数学の教育を受けた。伯父シューレム・マンデルブロはパリで著名な数学者であった。父は衣服の流通で生計を立てていた。
マンデルブロは第二次世界大戦開戦前に一家でチュールに引っ越すまで、パリのリセ・ロランに通学していた。1944年彼は再びパリに戻り、1945年から1947年にかけ高等教育機関エコール・ポリテクニークに在籍、ガストン・ジュリアとポール・レヴィに師事した。その後2年間はアメリカ合衆国のカリフォルニア工科大学にて航空工学を学んだ。その後再びフランスに戻り、1952年にパリ大学にて数学の博士号を取得した。
1949年から1957年にかけてはフランス国立科学研究センターの研究員として働いた。この間、彼はジョン・フォン・ノイマンに後援され、ニュージャージー州のプリンストン高等研究所に在籍した。1955年、マンデルブロは結婚しジュネーヴに転居、更にリールに引っ越した。
1958年、夫妻はアメリカ合衆国に移住、ニューヨーク州ヨークタウン・ハイツにあるIBMのトーマス・J・ワトソン研究所に研究員として就職した。その後IBMで32年間働き、後にフェロー、更に名誉フェローになった。

### 青年期から
1951年からマンデルブロは数学だけでなく、経済学、流体力学や情報理論の研究と論文発表を行なった。これらの研究の結果、彼は長距離秩序と自己相似という2つの研究テーマを選んだ。マンデルブロは金融市場の価格変動が正規分布ではなく、理論的には分散が無限大である安定分布に従っている事を発見した。彼は一例として、綿花の価格はパラメータが2の正規分布よりも、パラメータαが1.7の安定分布に従うことを突き止めた。
1975年、マンデルブロは一連の図形を表現するためにフラクタルという概念を考案し、1977年に 『Les objets fractals: forme, hasard et dimension』 という論文で発表した。
1979年、ハーバード大学数学科の客員教授として勤務している間、マンデルブロは充填ジュリア集合についての研究を始めた。マンデルブロはコンピュータを使って数式 z2 − μ のイメージを得た。充填ジュリア集合の位相が複素パラメータ μ にどう依存するかを調べる過程で、後に彼に因んで名前が付けられる事となるマンデルブロ集合について研究した。
1982年、マンデルブロは自身の理論を拡張し、『フラクタル幾何学』として発表した。この論文の影響により、マンデルブロの理論は一般的な数学と専門的な分野の両方で主流となった。
1987年にはIBMを退職、マンデルブロはイェール大学の数学科に加わった。2005年にはこの職を退職、同時に数学科の名誉教授となった。
2010年10月14日膵癌のために療養中のケンブリッジのホスピスで死去。85歳没。

## 受賞歴
- 1986年 フランクリン・メダル
- 1988年 フンボルト賞
- 1989年 ハーヴェイ賞
- 1993年 ウルフ賞物理学部門
- 1994年 本田賞
- 2000年 ルイス・フライ・リチャードソン・メダル
- 2003年 日本国際賞[4]
- 2006年 AMSアインシュタインレクチャーシップ

## 著作
- ベンワー・B・マンデルブロ『フラクタル幾何学』広中平祐 監訳、日経サイエンス、1985年1月。ISBN 4-532-06254-3。 - 発売：日本経済新聞社。原タイトル：The fractal geometry of nature. rev.ed.
  - B・マンデルブロ『フラクタル幾何学』 上、広中平祐 監訳、筑摩書房〈ちくま学芸文庫 マ34-1. Math & science〉、2011年2月8日。ISBN 978-4-480-09356-1。 - 原タイトル：The fractal geometry of nature.
  - B・マンデルブロ『フラクタル幾何学』 下、広中平祐 監訳、筑摩書房〈ちくま学芸文庫 マ34-2. Math & science〉、2011年2月8日。ISBN 978-4-480-09357-8。 - 原タイトル：The fractal geometry of nature.
- 『フラクタル，認識と印象の統合』ブノワ・B・マンデルブロー 述、鈴木増雄・宮島佐介 訳、本田財団〈本田財団レポート no.79〉、1994年。 - 英語書名：Fractals and the unity of knowing and feeling.、英文併記。
- ベノワ・B・マンデルブロ、リチャード・L・ハドソン『禁断の市場 フラクタルでみるリスクとリターン』高安秀樹 監訳、雨宮絵里・高安美佐子・冨永義治・山崎和子 訳、東洋経済新報社、2008年6月5日。ISBN 978-4-492-65417-0。 - 原タイトル：The(mis)behavior of markets.
- ベノワ・B・マンデルブロ『フラクタリスト マンデルブロ自伝』田沢恭子 訳、早川書房、2013年9月20日。ISBN 978-4-15-209401-8。 - 原タイトル：THE FRACTALIST

## 脚註
1. ↑  “ブリタニカ国際大百科事典 小項目事典の解説”.   コトバンク. 2018年5月13日閲覧。
2. ↑  BigThinkでの英語でのインタビュー
3. ↑  Benoît Mandelbrot, Novel Mathematician, Dies at 85 Newyork Times 2010-10-17
4. ↑  “ジャパンプライズ（Japan Prize/日本国際賞）”. 国際科学技術財団. 2022年9月4日閲覧。